# ترازككسان (مقاطعة إسلام آباد غرب)
ترازككسان (بالفارسية: ترازک‌کسان) هي قرية تقع في قسم حومة الجنوبي الريفي (مقاطعة إسلام آباد غرب) في إيران. يقدر عدد سكانها بـ 172 نسمة بحسب إحصاء 2016.